# Спајдер рајдери
Спајдер рајдери је серија научнофантастичних романа који су први пут објављени у децембру 2004. у издању Невмаркет Прес-а које су написали Тед Анасти, Петси Камерон-Анасти и Стивен Д. Суливан (књиге 2–3). Серија је адаптирана у аниме серију, коју су продуцирали Bee Train и Cookie Jar Entertainment. То је била прва емисија ове друге компаније која је стављена под контролу њиховог тада новог акционо-авантуристичког бренда Колисеум.
Три романа за серију укључивали су Крхотине пророчишта, Владавина изједача душа и Потрага за Земљаном. Серија је емитована на Teletoon, This TV, а некада се емитовала на Kids' WB. Коичи Машимо је ко-режирао особље у Bee Train-у са Такаки Ишијама. Писац Јосуке Курода адаптирао је романе. Роберт Пинкомб и Шели Хофман написали су енглеску верзију.
У Србији је премијерно приказана 2008. године на каналу Хепи ТВ, синхронизована на српски језик.

## Радња
Једанаестогодишњи Хантер Стил трага за легендарним унутрашњим светом пратећи упутства у дневнику свог деде. Улази у пећину где проналази мистериозну окову која му је причвршћена за руку. Паук преплаши Хантера, који пада у рупу у центру Земље иу подземни свет Аракне. Тамо открива малу групу елитних ратника који се боре да преживе и спасу Аракну од напада Инвектида, расе инсеката. Ратници су деца, од којих се сваки бори уз помоћ својих 10 стопа (3,0 м) борбених паука. Они себе називају "Спајдер рајдери". У енглеској ТВ серији старост ликова је смањена. Постоји пророчанство које каже да ће површински становник или човек, попут Хантера, донети катастрофу унутрашњем свету. Искра то помиње на почетку ТВ серије. Када принцеза Искра сазна, каже: „Питам се да ли ће донети пропаст нама...или њима.

### Кљућ пророчишта
Кључеви пророчишта су делићи Светла моћи. То су карте које се могу поделити на два дела. Инвектиди се надају да ће их добити за Мантида, који жели да искористи њихову моћ да влада Аракном. Пророчиште користи велики део своје снаге да их заштити. Кључ пророчишта духа преноси своју моћ на Ловца и Сенку, дајући им нови оклоп и оружје, као и нове способности.
Да би активирао кључеве, власник мора да викне "Светло пророчишта!". Два у комбинацији могу створити моћнији оклоп и оружје. Власник мора имати искрену жељу да заштити без ароганције, иначе ће кључеви покварити. Корона је позвала Кљућеви пророчишта из Нуме, користећи своју моћ, да дозволи Хантеру да га користи без потребе да га држи. Бубобољку је користио два кључа Пророчанства да се напаја, гурнувши Унутрашњи свет у таму и спречивши Хантера да користи сопствене кључеве.
Тренутно су локације четири Кљућеви пророчишта познате у енглеској верзији:
1. Пронађен у светилишту Пророчанства у Аракни, први кључ узимају Хантер и Сенка, који га задржавају током читаве серије.
2. Други кључ у Аракну доноси страница из Нуме. Хантер и Сенка га имају у свом поседу током већег дела серије, иако су га накратко узеле Еквин и Портиа.
3. Трећи кључ се у почетку чува у светилишту у Нуми и омогућава замку да лебди на небу помоћу моћи Пророчишта. Узима га Акун за Инвектиде, али завршава у поседу Хантера и Сенке током последње битке против Бубобољке.
4. Четврти кључ који држи Бубобољка даје моћ замку Бубобољке и одржава Бубобољку током серије све док не украде моћ Пророчишта и напусти је. Завршава у поседу Хантера и Сенке током последње битке против Бубобољке.

## Улоге
| Име лика           | Оригинални Глас  | Глас на српском |
| ------------------ | ---------------- | --------------- |
| Хантер Стил        | Џули Лемју       | Игор Дамњановић |
| Корона             | Стејси Депас     | Наташа Марковић |
| Игнеоус            | Тим Хамагучи     | Димитрије Илић  |
| Портија            | Алисон Корт      | непознато       |
| Магма              | Лион Смит        | Наташа Марковић |
| Хотарла            | Греис Фултон     | непознато       |
| Господар Бубобољка | Лоренс Бејн      | Димитрије Илић  |
| Буболики           | Џек Лангедијк    | Лако Николић    |
| Дух пророчица      | Џули Лемју       | непознато       |
| Сенка              | Џозеф Мотики     | Димитрије Илић  |
| Еквин              | Алисон Корт      | Ана Маљевић     |
| Венера             | Кароли Ларсон    | Ана Маљевић     |
| Принцеза Искрица   | Мелани Тонело    | Ана Маљевић     |
| Принц Лумен        | Камерон Ансел    | Лако Николић    |
| Скакавац           | Мелвил Карман    | Ана Маљевић     |
| Брут               | Даррен Фрост     | Лако Николић    |
| Пчела              | Елен-Реј Хенеси  | Наташа Марковић |
| Краљица Лума       | Џули Лемју       | непознато       |
| Слејт              | Дан Петронијевиц | Лако Николић    |
| Стагс              | непознато        | Игор Дамњановић |
| Лили               | непознато        | Наташа Марковић |
| Квељк              | непознато        | Димитрије Илић  |
| Наратор            | Рон Пардо        | Лако Николић    |